# Gare de Florac
La gare de Florac est une ancienne gare ferroviaire française de la ligne de Florac à Sainte-Cécile-d'Andorge (voie métrique), située sur le territoire de la commune de Florac, sous-préfecture du département de la Lozère dans la région Occitanie.
La ligne et la gare sont fermées depuis 1968.

## Situation ferroviaire
Établie à 548 mètres d’altitude, la gare de Florac est l'origine de la ligne de Florac à Sainte-Cécile-d'Andorge, ligne du réseau secondaire à voie métrique, destinée à relier la sous-préfecture lozérienne à la ligne de Saint-Germain-des-Fossés à Nîmes-Courbessac.

## Histoire
La gare de Florac, exploitée par la Compagnie de chemins de fer départementaux, est ouverte en 1909 et fermée en 1968.
Aujourd'hui le bâtiment principal de la gare a été rénové et sert d'exposition, principalement pour le Parc national des Cévennes.

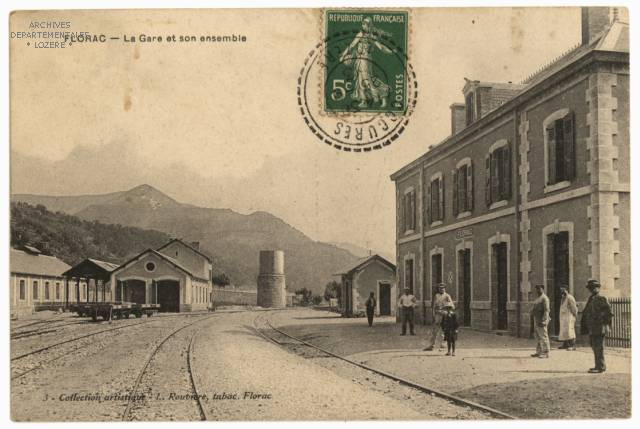
La gare et les ateliers.
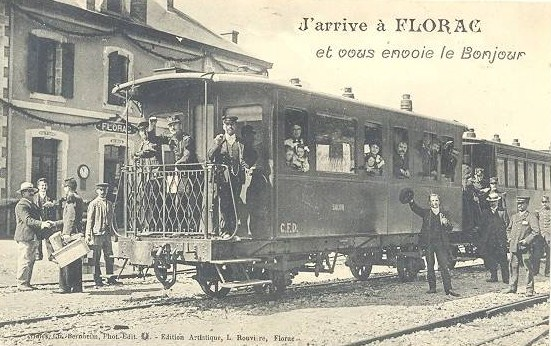
Train de voyageurs.
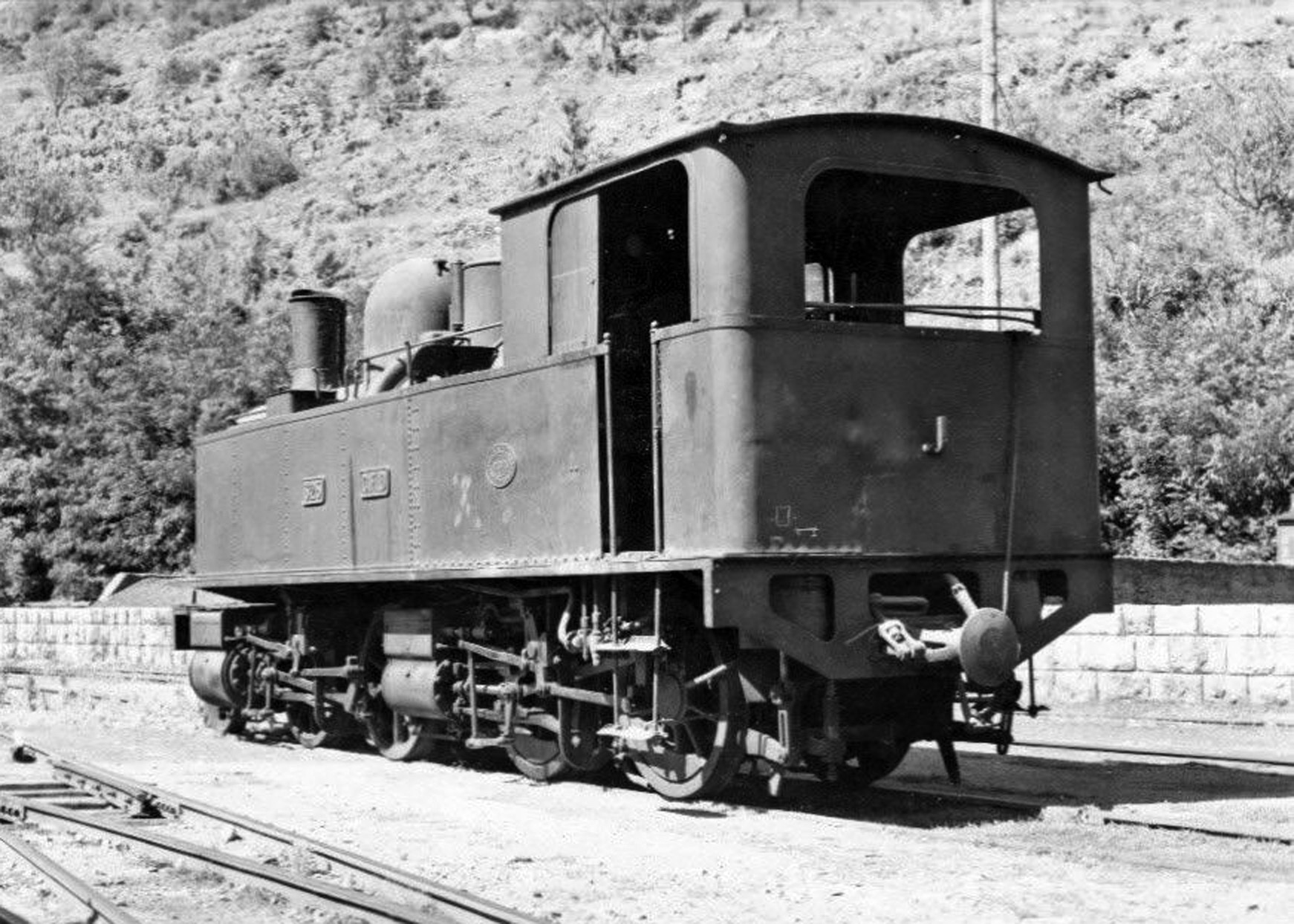
Locomotive mallet.